# Ministério Federal da Defesa
| Ministério Federal da Defesa                                      |                                |
| Hardthöhe, Bonn, Alemanha 50° 41′ 57″ N, 7° 02′ 25″ L www.bmvg.de |                                |
| Criação                                                           | 1919/1955                      |
| Atual ministro                                                    | Boris Pistorius                |
| Atual Secretário Parlamentar de Estado                            | Sebastian Hartmann Nils Schmid |
| Orçamento                                                         | € 53 bilhões (2021)            |

O Ministério Federal de Defesa da Alemanha (alemão: Bundesministerium der Verteidigung, abreviado BMVg), é um Ministério do governo federal, liderada pelo Ministro da Defesa, como membro do Conselho de Ministros da República Federal da Alemanha. O ministério tem como sede principal o Hardthöhe em Bonn e tem uma segunda residência oficial no Bendlerblock em Berlim.

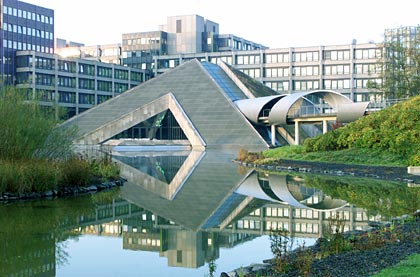
O quartel-general do Ministério em Hardthöhe, Bonn.

De acordo com o artigo 65 da Constituição alemã, o Ministro da Defesa é o comandante-em-chefe das Forças armadas da Alemanha (em alemão: Bundeswehr) em tempos de  paz. O artigo 115b decreta que no estado de defesa (guerra), declarado pelo Parlamento alemão com consentimento do Bundesrat, tais poderes passam para o Chanceler federal.